# Saint Jean-Baptiste enfant
Saint-Jean Baptiste enfant est une gravure sur cuivre au burin réalisée par Maître JG. Il existe des exemplaires à Londres, New Haven, Vienne, Zurich et à Paris à la BnF au département des estampes, dans la collection des Rothschild et à la bibliothèque de l'Arsenal. Elle mesure 115 mm de diamètre.

## Description
Jean-Baptiste pose le genou à terre et tient un bâton sur lequel il s'appuie, devant un agneau auréolé. Le décor est constitué d'une architecture monumentale en ruine. 